# Динга (Васлуј)
Динга (рум. Dinga) насеље је у Румунији у округу Васлуј у општини Костешти. Oпштина се налази на надморској висини од 317 m.

## Становништво
Према подацима из 2002. године у насељу је живело 171 становника, од којих су сви румунске националности.